# Augustin (chanson)
Pour les articles homonymes, voir Augustin.
Chansons représentant la Suède au Concours Eurovision de la chanson
Lilla stjärna
(1958) Alla andra får varann
(1960)
Augustin est une chanson interprétée par Brita Borg qui représente la Suède au Concours Eurovision de la chanson 1959 le 11 mars à Cannes.

## À l'Eurovision
La chanson est intégralement interprétée en suédois, langue nationale, comme le veut la coutume avant 1966. L'orchestre est dirigé par Franck Pourcel.
Augustin est la septième chanson interprétée lors de la soirée du concours, suivant Heute Abend wollen wir tanzen geh'n d'Alice et Ellen Kessler pour l'Allemagne et précédant Irgendwoher de Christa Williams pour la Suisse.
À l'issue du vote, elle obtient 4 points et se classe 9e — à égalité avec Der K und K Kalypso aus Wien de Ferry Graf pour l'Autriche — sur 11 chansons,.

## Liste des titres
| A1. | Augustin                 | Åke Gerhard, Harry Sandin  |  |
| A2. | Dags igen att vara kära  | Åke Gerhard, Ulf Källqvist |  |
| B1. | Ester (par Martin Ljung) | Povel Ramel                |  |

## Historique de sortie
| Pays  | Date | Format         | Label    |
| ----- | ---- | -------------- | -------- |
| Suède | 1959 | super 45 tours | Knäppupp |